# South Nanango
South Nanango är en ort i Australien. Den ligger i kommunen South Burnett och delstaten Queensland, omkring 130 kilometer nordväst om delstatshuvudstaden Brisbane. Antalet invånare är 977.
Runt South Nanango är det mycket glesbefolkat, med 4 invånare per kvadratkilometer.. Närmaste större samhälle är Nanango, nära South Nanango.
I omgivningarna runt South Nanango växer huvudsakligen savannskog. Genomsnittlig årsnederbörd är 1 261 millimeter. Den regnigaste månaden är januari, med i genomsnitt 249 mm nederbörd, och den torraste är september, med 31 mm nederbörd.